# Vidre
Vidre este un sat din comuna Pljevlja, Muntenegru. Conform datelor de la recensământul din 2003, localitatea are 177 de locuitori (la recensământul din 1991 erau 147 de locuitori).

## Demografie
În satul Vidre locuiesc 136 de persoane adulte, iar vârsta medie a populației este de 37,2 de ani (34,6 la bărbați și 39,9 la femei). În localitate sunt 58 de gospodării, iar numărul mediu de membri în gospodărie este de 3,00.
Această localitate este populată majoritar de sârbi (conform recensământului din 2003).
|  |

| Demografie | Demografie | Demografie |
| An         | Locuitori  | Locuitori  |
| ---------- | ---------- | ---------- |
|            |            |            |
|            |            |            |
|            |            |            |
|            |            |            |
| 1948       | 158        |            |
| 1953       | 187        |            |
| 1961       | 233        |            |
| 1971       | 237        |            |
| 1981       | 233        |            |
| 1991       | 147        | 147        |
| 2003       | 174        | 177        |

| \| Componența etnică conform recensământului din 2003[2] \| Componența etnică conform recensământului din 2003[2] \| Componența etnică conform recensământului din 2003[2] \| Componența etnică conform recensământului din 2003[2] \| Componența etnică conform recensământului din 2003[2] \| \| ----------------------------------------------------- \| ----------------------------------------------------- \| ----------------------------------------------------- \| ----------------------------------------------------- \| ----------------------------------------------------- \| \| \| \| \| \| \| \| Sârbi \| Sârbi \| \| 128 \| 72,31% \| \| Muntenegreni \| Muntenegreni \| \| 35 \| 19,77% \| \| Iugoslavi \| Iugoslavi \| \| 2 \| 1,12% \| \| Italieni \| Italieni \| \| 1 \| 0,56% \| \| necunoscută \| necunoscută \| \| 0 \| 0% \| |              |  |     |        |
| Componența etnică conform recensământului din 2003 |              |  |     |        |
| |              |  |     |        |
| Sârbi | Sârbi        |  | 128 | 72,31% |
| Muntenegreni | Muntenegreni |  | 35  | 19,77% |
| Iugoslavi | Iugoslavi    |  | 2   | 1,12%  |
| Italieni | Italieni     |  | 1   | 0,56%  |
| necunoscută | necunoscută  |  | 0   | 0%     |